# 目屋ダム
目屋ダム（めやダム）は、青森県中津軽郡西目屋村、一級河川・岩木川本流上流部にかつて存在していたダムである。
建設省東北地方建設局（国土交通省東北地方整備局の前身）が施工し、青森県が管理していた高さ58メートルの重力式コンクリートダム。十和田岩木川特定地域総合開発計画に基づく岩木川総合開発事業の一環として岩木川の治水と水力発電を目的に建設された多目的ダムである。ダム再開発事業として直下流60メートルの地点に津軽ダムの建設が進められ、2016年（平成28年）に津軽ダムの完成に伴い水没した。ダムによって形成されていた人造湖は美山湖（みやまこ）と命名された。

## 地理

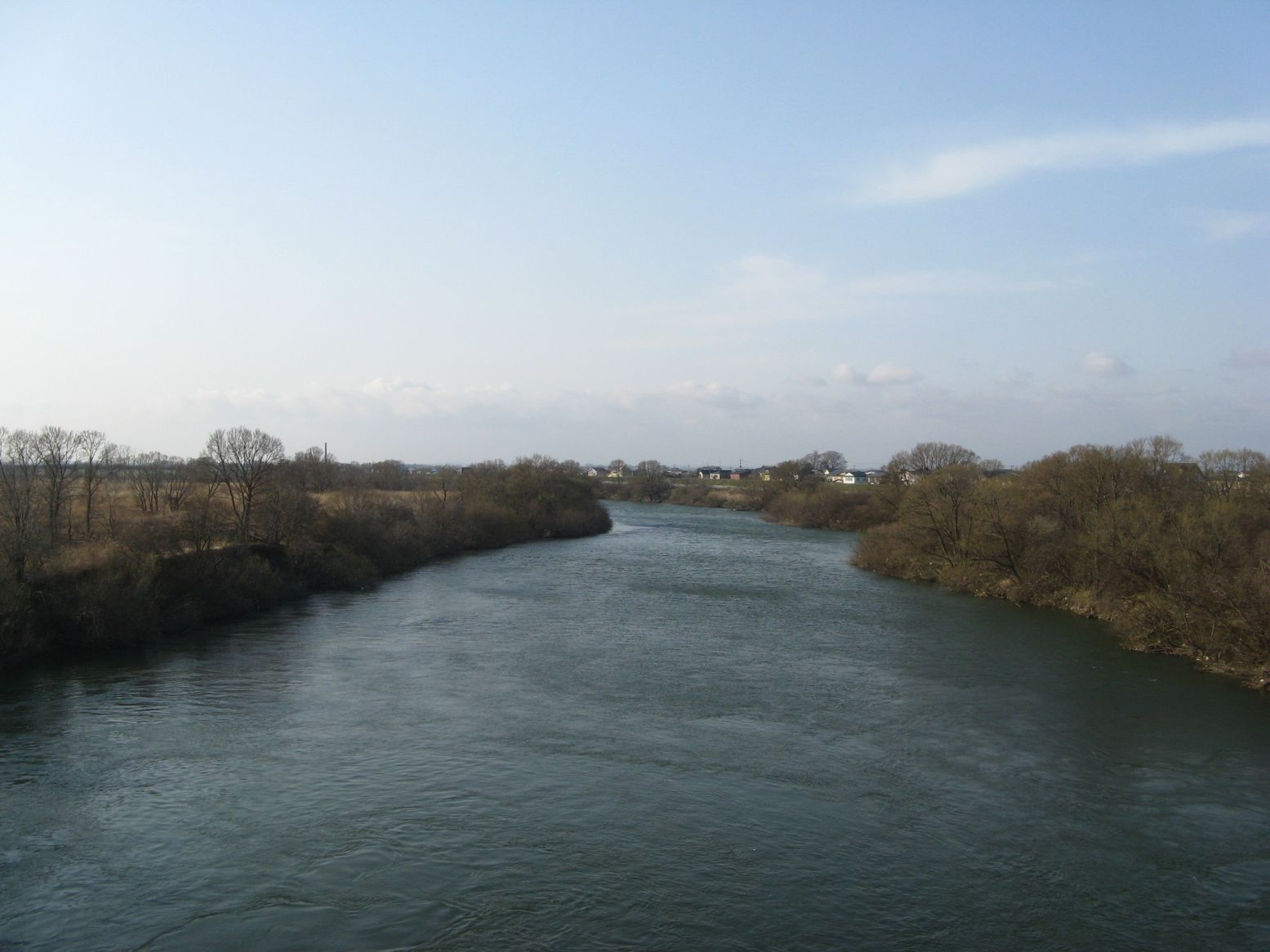
五所川原市付近を流れる岩木川。

岩木川は青森県を流れる河川としては最大規模の河川である。1993年（平成5年）に世界自然遺産に登録された白神山地にある雁森岳を水源とし、ダム地点を通過すると岩木山南麓を東に向かって流れ、弘前市に至る。その後は向きを北に変え、弘前市・南津軽郡田舎館村・南津軽郡藤崎町の境で水系最大の支流である平川を合わせる。以降北津軽郡板柳町・鶴田町・中泊町、つがる市、五所川原市を流れて三角州を形成しながら十三湖に至り、十三湖大橋を経て日本海へと注ぐ。流路延長102キロメートル、流域面積約2,540平方キロメートルの河川であり、流域内の人口は約48万2,400人を抱える。
ダムは岩木川の上流部、白神山地の入口に当たる暗門の滝下流に建設されている。ダムの名称は所在地である西目屋村の「目屋」から命名された。

## 経緯

### 岩木川の課題
岩木川は上流部では白神山地を始めとする山間部を流れるが、河川勾配は急であり、かつ降水量も多い。このため大雨や融雪の時期になると山間部に降った雨や雪は一挙に下流の津軽平野に流れ込む。このため水害の被害は弘前藩時代から繰り返し発生していた。こうした中で1911年（明治44年）、当時河川行政を管轄していた内務省は日本の主要な44河川を対象にした全国主要河川改修計画を策定し、その第1期指定河川に岩木川が選ばれたことから、内務省直轄による河川改修事業が計画された。1917年（大正6年）には岩木川改修計画が策定され、この中で計画高水流量が初めて算定された。岩木川河口における流量を毎秒1,670立方メートルに定めて、これに基づき1921年（大正10年）より内務省直轄の第一期岩木川改修工事が開始され、堤防建設などの河川改修を進めたが1935年（昭和10年）、当初計画で定めた計画高水流量を超過する水害が発生し、計画の見直しを迫られた。翌1936年（昭和11年）当初の計画を改定し、河口部の計画高水流量を毎秒2,500立方メートルに高直しする計画に改められた。ところが実際にこの計画に沿って河川改修を行うと、既に完成している約20キロメートルの堤防を再改修する必要があり、工事に伴う用地買収などで財政的・時間的な困難を伴うことが明らかになった。
一方、岩木川流域は青森県の代表的な特産品でもあるリンゴ栽培を始め、稲作も盛んに行われていた。特に稲作については年間の収穫量が90万石に達する一大穀倉地帯であったが、水害による農作物への被害が度々発生する一方で、少雨による旱魃の被害も多かった。このため1660年（万治3年）には弘前藩第3代藩主・津軽信政により廻堰大溜池（津軽富士見湖）が建設されたのを始め、多くのため池が建設されている。しかし安定した用水供給には至らず、流域の住民はより安定した用水の確保を望んでいた。加えて、青森県の人口増加は電力需要の増大にもつながったが、需要に応えるだけの電力設備に乏しく他県から電力を融通する有様だった。このため県内の産業育成を図る観点から当時日本各地で盛んに実施されていた水力発電開発を行うことも、喫緊の課題となっていた。

### 十和田岩木川特定地域総合開発計画
岩木川改修計画が困難に直面していたこの時期、日本の河川行政は大きな転換期を迎えていた。東京帝国大学教授で内務省土木試験所長の職に就いていた物部長穂が1926年（昭和元年）に論文『わが国に於ける河川水量の調節並びに貯水事業について』を発表、従来単一目的で建設していたダム事業を、治水・利水の両面で活用して河川の総合開発を図る必要があることを主張した。この物部論文は提言として内務省内務技監で荒川放水路建設の総指揮を執った青山士（あきら）により1935年に採用され、以後国策として多目的ダムの建設が推進されるようになった。こうした国の動きに先んじ、青森県は日本全国に先駆けて多目的ダムによる河川開発を計画した。岩木川の支流である平川の二次支流、浅瀬石（あせいし）川上流部に洪水調節と水力発電を目的とした沖浦ダムの建設に1934年（昭和9年）より着手、太平洋戦争の戦局が極めて悪化している中でも工事は続行され、1945年（昭和20年）に完成した。こうして岩木川水系は多目的ダム建設の先駆けとして注目を集めたが、なおも岩木川本流における河川開発には課題が残されていた。
終戦を迎え、日本各地では戦争に伴う河川事業の停滞と森林の乱伐による保水力の低下により、1947年（昭和22年）のカスリーン台風を皮切りに日本各地で多数の死傷者を伴う災害が毎年発生した。加えて極端な食糧不足や空襲・設備酷使による発電所機能の減衰に伴う停電の頻発は治安維持の不安要因にもなっていた。こうした状況を憂慮した内閣経済安定本部は治水・食糧増産・電力安定の供給を図るため物部論文をさらに発展させた河川総合開発事業の計画を関係する各省庁と折衝し、1951年（昭和26年）河川総合開発調査5カ年計画を策定した。この中で十和田湖の豊富な水量を利用した水力発電・灌漑事業を核とする奥入瀬川水系と共に岩木川水系は河川総合開発事業の対象河川に指定された。これにより岩木川本流に多目的ダムを建設する計画が立案され、調査の結果目屋地点がダム建設の適地として選ばれた。また、この動きに前後して第3次吉田内閣は広域かつ強力な河川総合開発を行い、地域の農業・経済発展を促進する狙いから国土総合開発法を1950年（昭和25年）に施行。立候補した数多くの地域から19地域を選定して特定地域総合開発計画を策定した。東北地方では北上川・鳴瀬川水系を対象とした北上特定地域総合開発計画（岩手県・宮城県）、只見川の水力発電事業を根幹とする只見特定地域総合開発計画（福島県）をはじめ阿仁田沢（秋田県）、最上（山形県）といった地域が特定地域に選ばれた。青森県は当初特定地域の対象にはならなかったが、1953年（昭和28年）より特定地域に指定するための調査が進められ、1957年（昭和32年）10月に岩木川水系及び十和田湖を含む奥入瀬川水系を対象とした十和田岩木川特定地域総合開発計画が閣議決定された。
こうした動きにより、既に建設に取り掛かっていた目屋ダムは、十和田岩木川特定地域総合開発計画の中心事業の一つとして、重要な位置を占めるようになった。

## 補償
岩木川の停滞した河川開発の有効な打開策として1950年より建設事業が開始された目屋ダムであるが、ダム建設に伴い西目屋村砂子瀬集落と川原平集落で合わせて83戸92世帯、水田49.37ヘクタール、畑地29.45ヘクタール、山林32.8ヘクタールが水没することになる。地域コミュニティを混乱に陥れるダム建設は当然地元の反発を招き、強烈な反対運動となった。このため着工から4年間は補償問題に関する具体的な進展を見なかった。
移転対象のうち、86戸が対象となる砂子瀬地区の住民は目屋ダム砂子瀬部落対策委員会を1954年（昭和29年）3月に結成し、施工主体である建設省東北地方建設局・青森県との交渉に当たった。同年5月、委員会側は「移転などの損失補償に関する算定基準が関係者の協議で決定しない限りはダム本体工事の着手を認めない」という強い姿勢を取り、補償基準の作成を建設省に対して強く督促した。当時、只見川では田子倉ダム補償事件が連日報道されていたほか、北上特定地域総合開発計画の中心事業の一つである湯田ダム（和賀川）・花山ダム（迫川）や阿仁田沢特定地域総合開発計画の中心事業であった鎧畑ダム（玉川）で補償問題が紛糾していたことから、移転住民と事業者双方が慎重な対応を採っていた。度重なる協議が行われて1955年（昭和30年）1月5日に調査開始の許可を委員会側から得た建設省は、ダム調査と並行して移転者の土地・財産など補償金額に関わる諸調査を実施。9月30日に補償基準発表説明会、12月22日に移転補償費の発表を行った。委員会側はこれを精査し、住民の納得が得られたことで1956年（昭和31年）2月12日、補償基準に住民が一斉に調印し、足かけ6年にわたる補償問題は解決した。
こうした中、下流の受益地の住民から一つの動きがあった。それは受益地の住民が移転を余儀なくされる砂子瀬・川原平集落の住民に対してコメを一握り差し出すという義捐金運動を行ったことである。度重なる水害や水不足に悩まされた岩木川下流の住民たちは、自分たちの悲願の為に犠牲となる移転住民に対し報恩と感謝の気持ちを表すため、津軽平野に住む全住民を対象に「米一握り運動」を展開した。当時のコメの価格は白米10キロで870円であり、教師の初任給が1万円だったことを考慮すると決して安くはない。しかしこの運動によって集まった義捐金代わりのコメは、金額にしておよそ150万円にも上った。こうした下流受益地の住民たちが起こした「米一握り運動」は移転住民たちの心を動かし、1956年の補償基準一斉調印に結びついた。
津軽平野住民の悲願を達成させるために住み慣れた故郷を離れるという苦渋の決断をした住民は、一部が弘前市に転居した以外は湖畔周辺に新たな居を構えた。ところが一部の住民は津軽ダム建設によって再び移転という苦難を味わうことになる。

## 目的

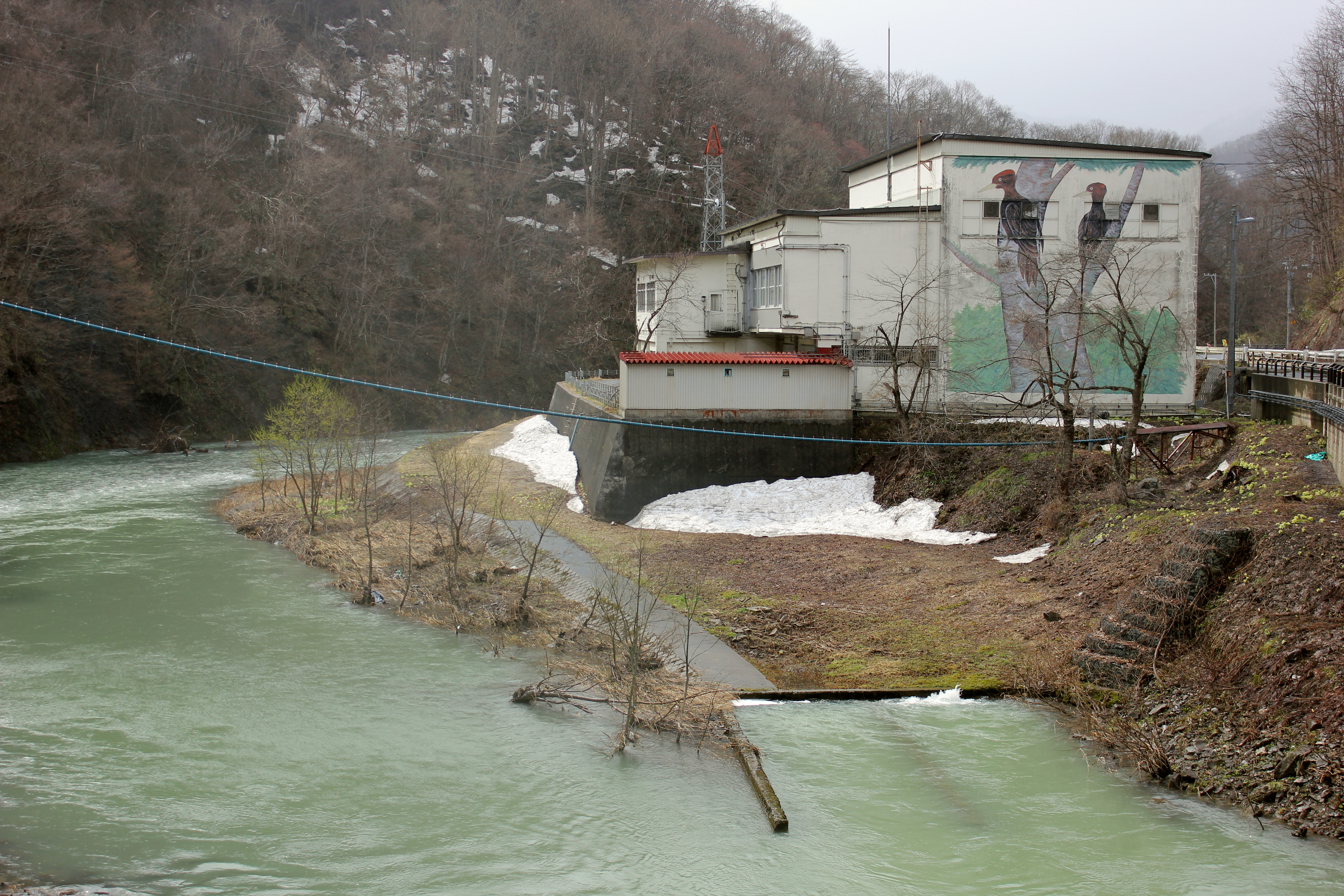
ダム下流3キロメートル地点にあった岩木川第一発電所（2013年）。

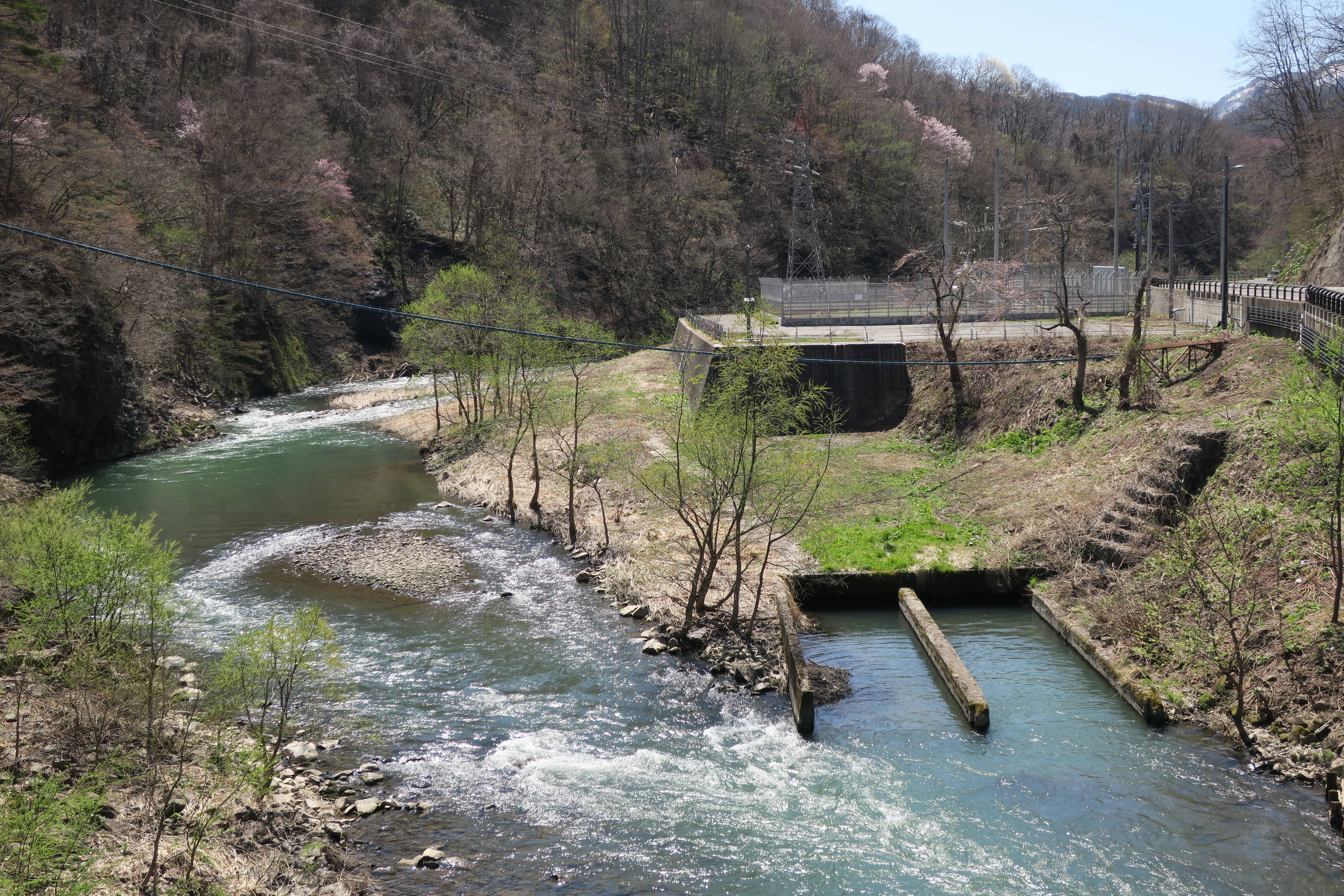
同、跡地（2019年）。

目屋ダムの建設地点（ダムサイト）は右岸がややなだらかであるが総じて狭い谷になっていて、その奥は小規模な盆地のようになっている。従ってそれほどダムの規模を大きくしなくても貯水容量を十分に確保できるというダム建設には優れた地形だった。また地質も輝石安山岩が主体でコンクリートダムを建設することに問題はなかった。補償交渉妥結後1956年9月より本体工事を開始し、3年の歳月を経て本体工事を終了。1959年（昭和34年）11月20日からダムに試験的に貯水を行ってダム本体や周辺地盤などの安全性を確認する試験湛水（たんすい）を行い、翌1960年（昭和35年）に完成。同年7月1日より建設省は青森県に管理業務を移管させた。総事業費は当時の額で約23億円である。
ダムの目的は洪水調節、不特定利水、水力発電の3つである。洪水調節については津軽平野に大きな被害をもたらした1935年の水害を基準とし、ダム地点における計画高水流量を毎秒500立方メートルに定め、そのうち毎秒450立方メートルを貯水して下流への流量を毎秒50立方メートルに抑える。これにより岩木川河口部における毎秒2,500立方メートルの計画高水流量を、毎秒2,100立方メートルに低減させる。不特定利水については、津軽平野の既開墾農地1万2,183ヘクタールと新規開墾農地441ヘクタールに対して、農繁期の5月から9月に掛けて最大で毎秒2万787立方メートルの用水を補給する。そして水力発電についてはダム下流約3キロメートルの地点に青森県営のダム水路式発電所・岩木川第一発電所を建設し、認可出力1万1,000キロワットの電力を発電する。これにより岩木川における長年の課題であった治水、灌漑用水供給、水力発電開発が目屋ダムによって賄われることになった。
なお当初の計画では、目屋ダムの下流約6キロメートル地点に長面ダムというダムを建設する計画があった。これは岩木川第一発電所から放流される水を長面ダムで貯水することで、下流の流量を安定化させる逆調整機能を持たせる（逆調整池）と同時にダムから取水した水を下流に建設する岩木川第二発電所に送水して認可出力2,000キロワットの発電に利用するというものであった。しかし長面ダム・岩木川第二発電所については計画が立ち消えになっている。また、岩木川第一発電所は完成から長らく青森県が電気事業者であったが、2008年（平成10年）3月31日に6億3,500万円で東北電力に譲渡している。

## 津軽ダムへの継承

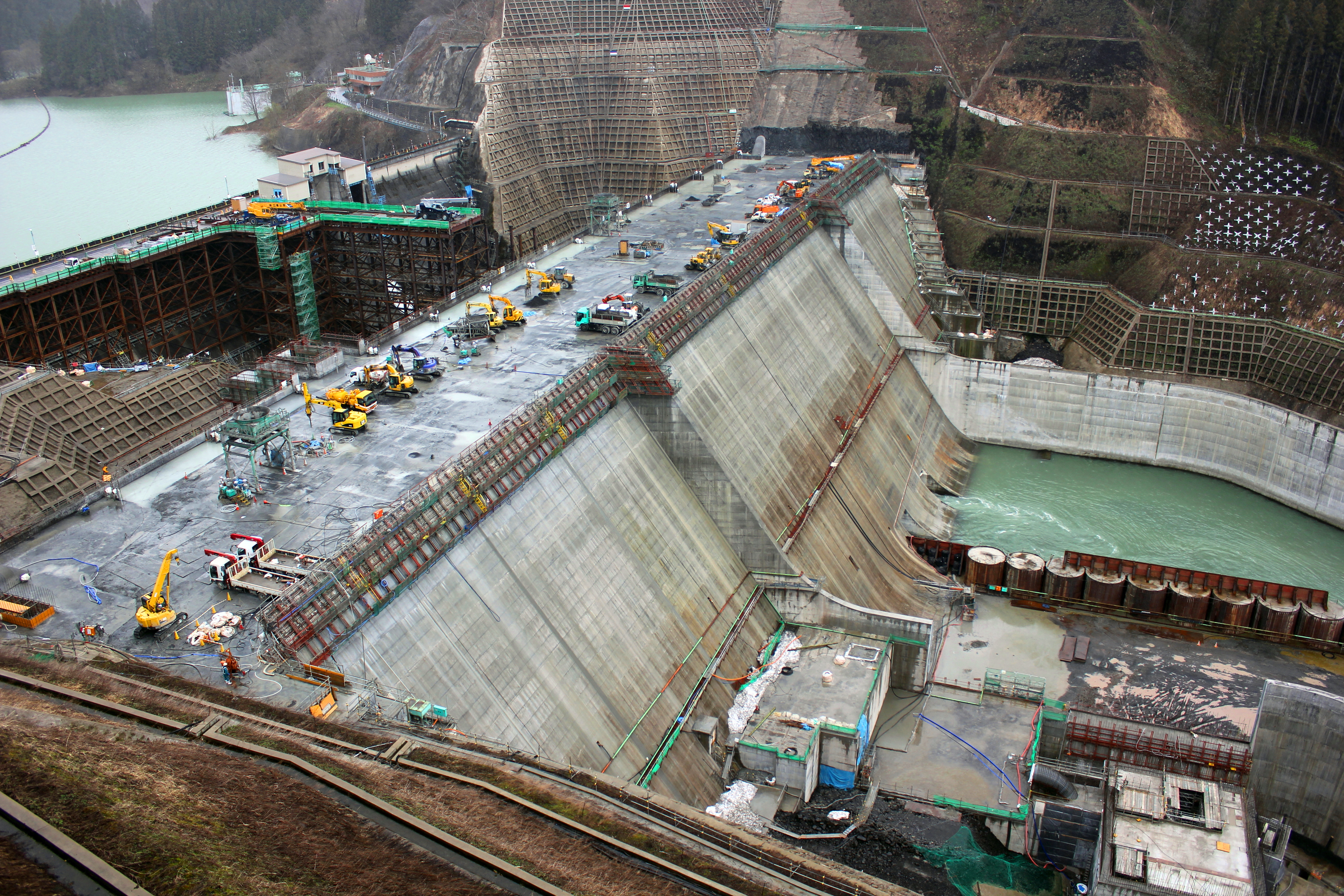
2013年の津軽ダム。ダム後方に目屋ダムが見える。

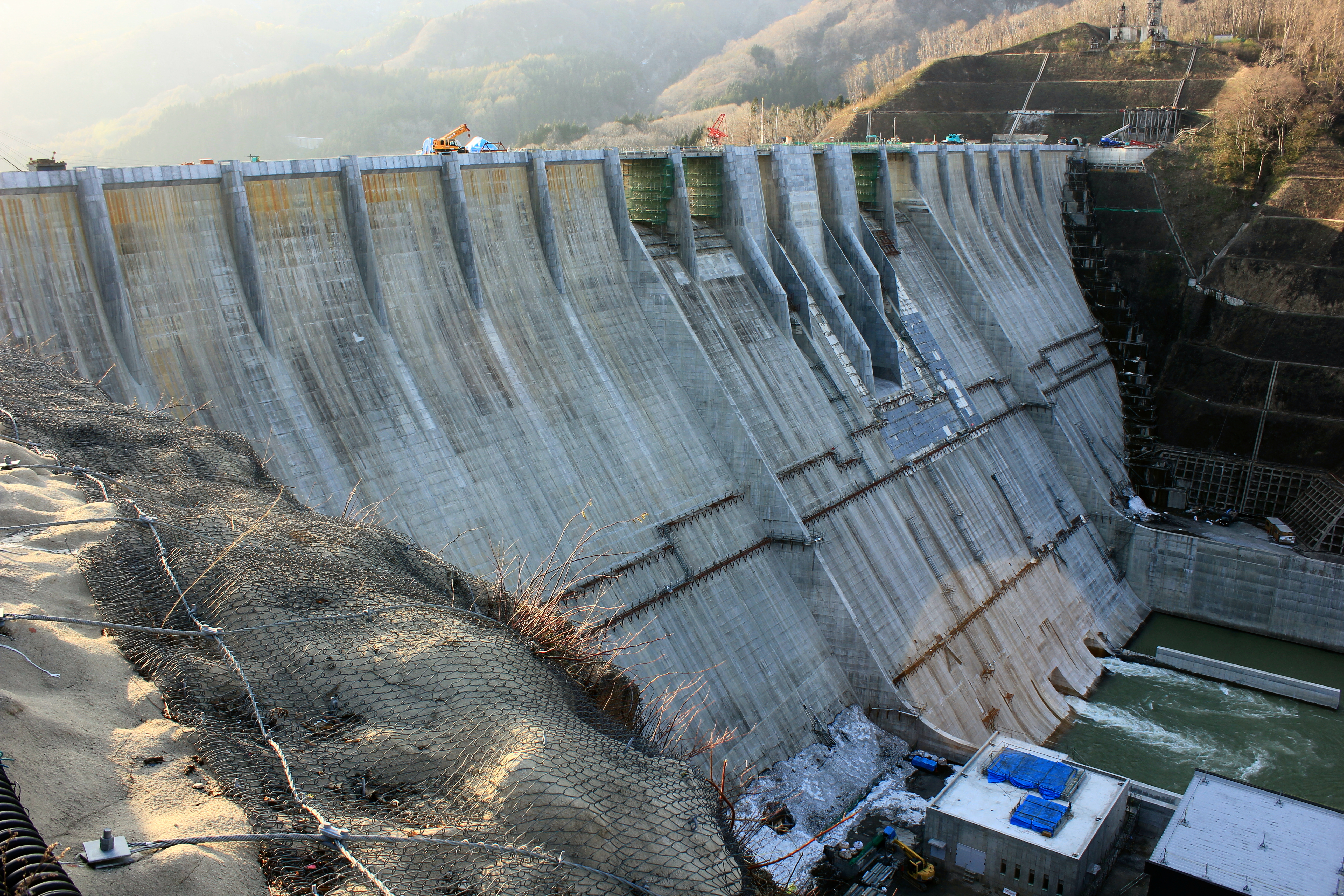
2015年の津軽ダム。本体はほぼ完成し目屋ダムの姿は見えなくなっている。

完成した目屋ダムは、完成直後に津軽平野を襲った1960年8月の洪水や1975年（昭和50年）8月の洪水において早速洪水調節機能を発揮し、流域の被害を抑制した。とはいえ完成から48年の間に目屋ダムで定めた洪水調節量を超過する洪水が実に21回も発生し、特に中国地方の河川をことごとく暴れさせた1972年（昭和47年）7月の昭和47年7月豪雨（一時毎秒900トンの放水を行った）と1997年（平成9年）5月の融雪洪水では調節量を大幅に超過する洪水が岩木川を襲い、流域に多大な被害をもたらした。また、ダム完成以降も農地の拡大は続き、それに伴い水不足も次第に顕在化。目屋ダムだけでは賄い切れず2年に一度の割合で給水制限が発生した。このうち気候変動が顕著となった2000年代以降にひどく、2007年（平成19年）と2011年（平成23年）に流域を襲った水不足は目屋ダムの貯水がほぼ枯渇し、上水道の給水制限が行われるなど特に深刻であった。
対策として新たな総合開発計画が岩木川水系で練られることになったが、この中で既存のダム機能を強化するダム再開発事業が岩木川水系では採用された。その第一弾として1945年に完成した多目的ダムの先駆けともいえる沖浦ダムの再開発事業である浅瀬石川ダム（浅瀬石川）が1971年（昭和46年）より計画された。従来の沖浦ダムを大幅に凌駕する規模の浅瀬石川ダムは1988年（昭和63年）に完成し、岩木川流域の治水と利水に資しているが完成に伴い沖浦ダムは水没した。そして目屋ダムにおいても、再開発計画が進められた。1972年、青森県は「第二目屋ダム」計画を発表。目屋ダム直下流に従来規模を上回る大ダムを建設する計画を打ち出した。この計画は浅瀬石川ダムが完成した1988年に建設省に継承され、名称を津軽ダムに変更し特定多目的ダム法に基づく特定多目的ダムとして建設事業が開始された。
|          | 堤高   | 堤頂長  | 堤体積     | 総貯水容量     | 有効貯水容量   | 湛水面積 |
| -------- | ------ | ------- | ---------- | -------------- | -------------- | -------- |
| 目屋ダム | 58.0 m | 170.0 m | 118,000 m3 | 39,000,000 m3  | 33,000,000 m3  | 205.0 ha |
| 津軽ダム | 97.2 m | 342.0 m | 759,000 m3 | 140,900,000 m3 | 127,200,000 m3 | 510.0 ha |

水没戸数177戸という目屋ダムを上回る補償問題があり、中には目屋ダム建設で移転した住民が再び移転するということで反対運動は強く、2016年の完成まで実に28年の年数を費やした津軽ダムではあるが、完成に伴い目屋ダムを大幅に凌駕する規模の人造湖・津軽白神湖が誕生し（上表参照）岩木川水系の治水、利水の向上に期待が持たれている。津軽ダムは目屋ダムの治水・利水機能を維持しながら本体工事を進め、2016年に完成した。津軽ダムの完成に伴い、1960年の完成から56年にわたり津軽平野の発展を支えてきた目屋ダムは、その役割を終えて水没した。また岩木川第一発電所は、津軽ダムにより発電所取水口が水没してしまうことからダム完成に伴い廃止された。

## 美山湖

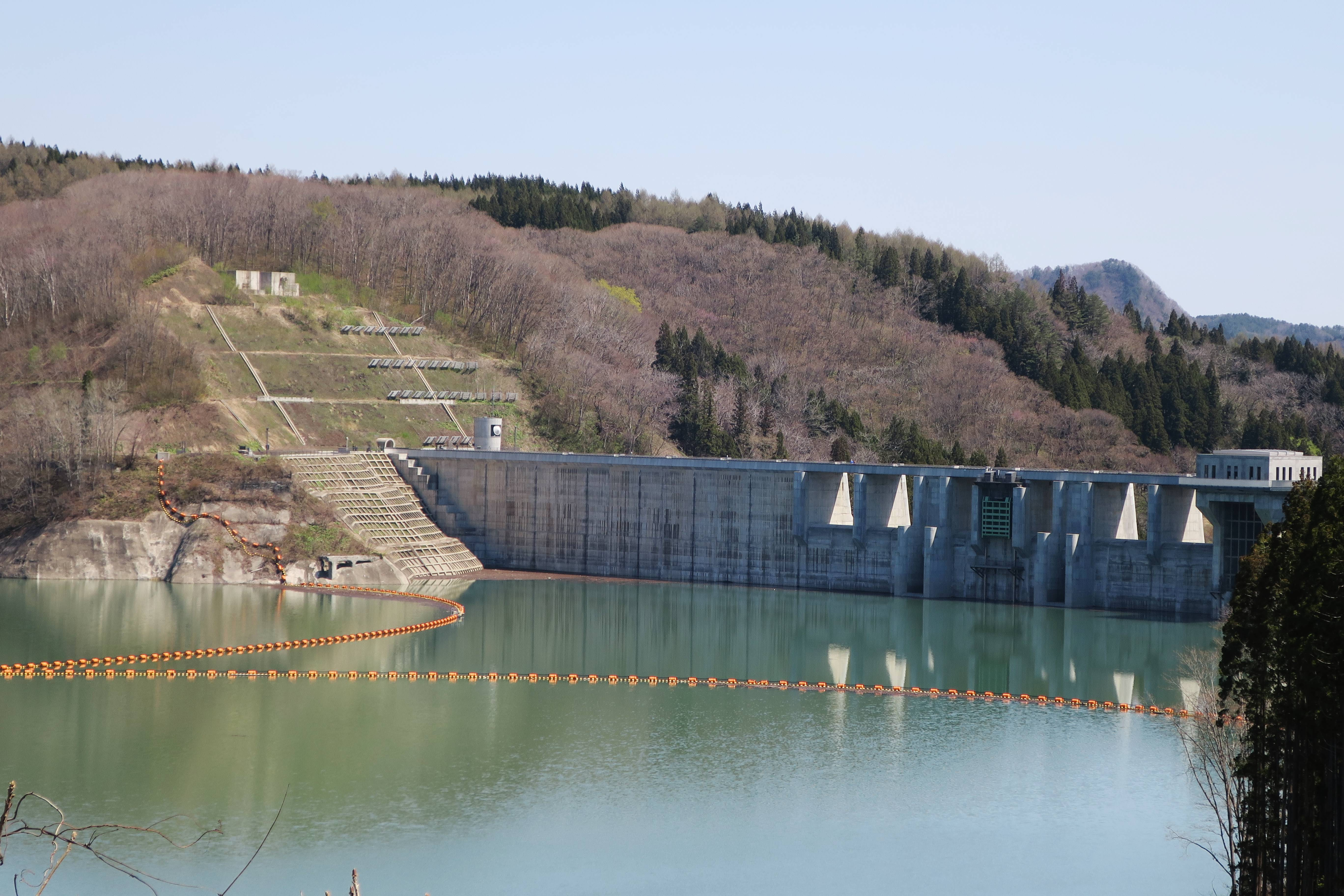
津軽白神湖。津軽ダム上流に残された古いコンクリート架台が目屋ダム跡の目印となっている。

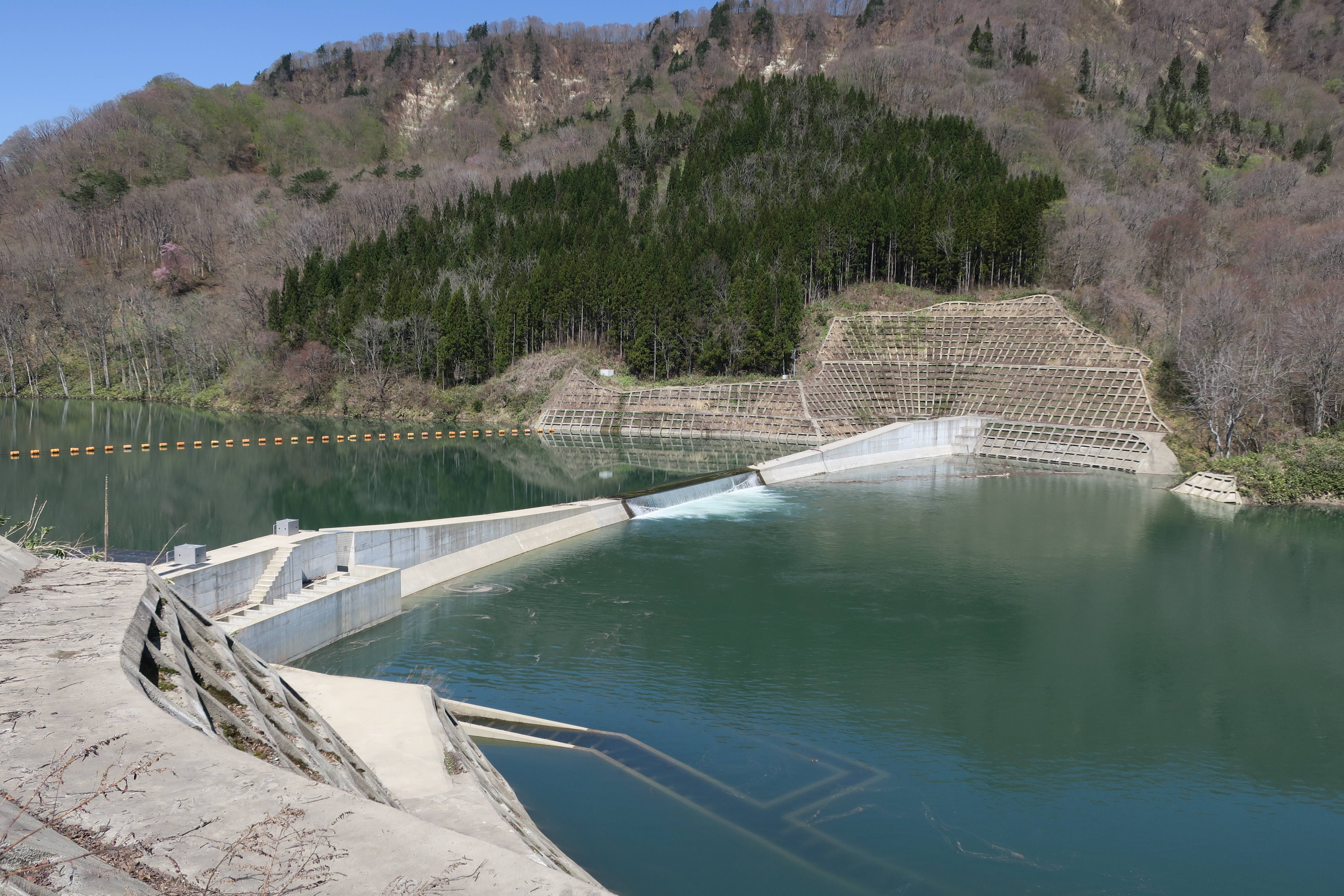
津軽ダム2号水質保全ダム（中央）と、新しい美山湖（左）。

目屋ダムの完成により誕生した人造湖は美山湖と命名された。名称の由来は1959年の完成前、青森県副知事の横山武雄が「青い空と緑の樹林がダム湖に映し出されることを願い」命名したとされている。完成以後浅瀬石川ダム完成までは青森県最大規模の人造湖であった。美山湖は白神山地に近く自然豊かで、湖上には砂子瀬橋という吊橋も架けられていた。また湖畔には美山湖温泉が存在したが、これはダム建設に伴い湖畔に移転した旧砂子瀬集落の住民が温泉を造ったことが始まりであり、湖名を採って美山湖温泉と命名された。長らく地域住民の憩いの場として利用されていたが、津軽ダム建設に伴い2004年（平成16年）3月31日を以って閉鎖された。津軽ダム完成後に誕生する人造湖は、浅瀬石川ダムのように旧ダム（沖浦ダム）の人造湖名（虹の湖）を引き継がず、一般公募を募り2012年（平成24年）3月に「津軽白神湖」と命名することが決定した。「美山湖」という名称は、津軽ダム上流に設置された2号水質保全ダム湖の名称として継承されている。
目屋ダムへは弘前市街地より青森県道28号岩崎西目屋弘前線を白神山地・暗門の滝方面に直進すれば到着する。最寄りのインターチェンジは東北自動車道大鰐弘前インターチェンジ、最寄り駅はJR東日本奥羽本線弘前駅または弘南鉄道大鰐線中央弘前駅である。ただし渇水にならない限り目屋ダムの姿を見ることはできない。